# Mahanaga
Mahanaga fou rei de Ruhuna vers la meitat del segle III aC. Era germà del rei Devanampiya Tissa de Sinhala. Mahanaga fou nomenat rei subordinat tot i l'oposició constant del ministre Anula que aspirava a governar el regne de Sinhala en nom del fill menor del rei Devanampiya Tissa. Anula va intentar enverinar a Mahanaga i el jove fill del rei Devanampiya Tissa, que vivia amb el seu oncle, va menjar accidentalment la fruita enverinada i va morir. Mahanaga per temor a ser acusat, es va dirigir al sud encara sense cultius, i es va crear un regne a Ruhuna amb capital a Magama, conservant la religió budista i estenent l'agricultura. Va construir els temples (vihares) de Mahanaga i de Uddakandhara i un embassament anomenat Tissa Wewa del sud. A la seva mort el va succeir el seu fill Yatalakatissa.